# Duinrotslijster
De duinrotslijster (Monticola imerina, synoniem: Pseudocossyphus imerina) is een zangvogel uit de familie Muscicapidae (Vliegenvangers).

## Verspreiding en leefgebied
Deze soort is endemisch in het doornig struikgewas van Madagaskar, de zuidelijkste ecoregio van Madagaskar.